# Šnepov
Šnepov je vesnice v okrese Nymburk, je součástí obce Ostrá. Nachází se asi 2,7 km na východ od Ostré. Vesnicí prochází silnice II/331, na jihu obtéká vesnici řeka Labe.

## Historie
Osada byla založena jako rybářská roku 1709 Františkem Antonínem Šporkem u tehdy rozlehlého rybníka, jehož hráz tvořila dnešní silnice do Kostomlat. Jméno osada dostala z německého Die Schnepfe, tj. sluka, patrně dle přítomnosti těchto ptáků. Šnepov měl osm usedlostí. První z nich byla rybárna. Rybník obklopoval osadu ze dvou stran. Napájen byl Hronětickým potokem tekoucím od Rozkoše, kde byl mlýn. Rybník je znázorněn ještě na Müllerově mapě Čech z roku 1720, naopak na mapě prvního vojenského mapování z let 1764–1768 už zobrazen není. Jižně od hráze se táhly až k Labi a zřícenině hradu Mydlovar doubravy s prastarými duby. Posledního velikána nechala pro sešlost v roce 1874 pokácet tehdejší majitelka panství Lysá kněžna Štěpánka Rohanů. Dle kronikáře přijal dub do svého dutého kmene dvě desítky poutníků, kteří sem každoročně konali pouť zvanou Slavnosti sněženek.[zdroj?]